# Joe Klein

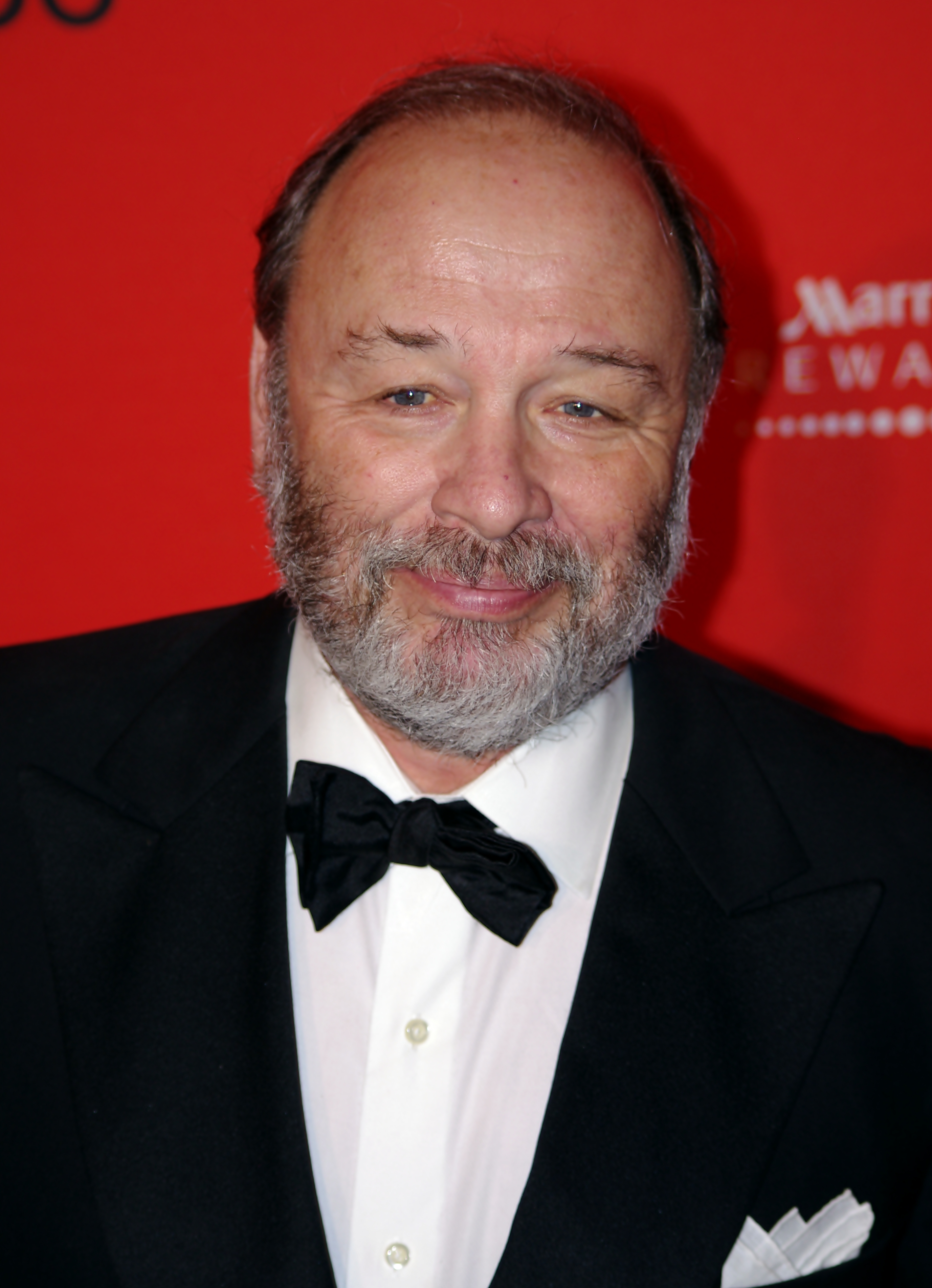
Joe Klein (2011)

Joe Klein (* 7. September 1946 in New York City) ist ein US-amerikanischer Journalist, Kolumnist und Autor. Er ist derzeit Mitglied des Council on Foreign Relations und nahm am renommierten Guggenheim-Stipendium teil. Bekannt wurde er vor allem durch seinen Schlüsselroman Primary Colours (dt. Titel Mit aller Macht), in dem er den Wahlkampf des damaligen Präsidenten Bill Clinton porträtiert. Seit 2003 schreibt er regelmäßig für das US-amerikanische Nachrichtenmagazin TIME. Des Weiteren war bzw. ist er für verschiedene US-Medien wie die New Republic, die New York Times, die Washington Post, Life und das Rolling Stone Magazine tätig.

## Frühe Karriere
Klein schloss sein Studium an der Hackley School und an der University of Pennsylvania mit einem Diplom im Studiengang American Civilisation (dt. etwa Amerikanische Gesellschaft) ab. 1969 begann er seine Karriere als Journalist bei der Essex County Newspapers und der The Peadbody Times in Massachusetts. 1972 berichtete er für WGBH Boston; bis 1974 war er zudem Redakteur der The Real Paper in Cambridge (Massachusetts). Von 1975 bis 1980 war er als Redakteur des Rolling Stone Magazine tätig; von 1975 bis 1977 war er dessen Büroleiter in Washington.
Nach einem Interview mit dem Schauspieler und Regisseur Tom Laughlin befreundete er sich mit diesem. Aufgrund dessen hatte Klein 1977 in Laughlins Film Billy Jack Goes to Washington einen Auftritt als Reporter.
1980 veröffentlichte Klein das Buch Woody Guthrie: A Life in 1980 sowie 1984 Payback: Five Marines After Vietnam. Von 1987 bis 1992 war er politischer Kolumnist für das Magazin New York, wo er den Peter Kihss Award für die Berichterstattung über das Rennen um die Bürgermeisterschaft von New York 1989 erhielt. Seit Mai 1992 schrieb er bei der Newsweek die Kolumne Public Lives, die 1994 den National Headliner Award gewann. Unter Kleins Mitarbeit gewann die Newsweek auch einen National Headliner Award für die Berichterstattung über Bill Clintons Sieg 1992. Daneben fungierte Klein von 1992 bis 1996 als Berater für CBS News.

## Primary Colours
Im Januar 1996 veröffentlichte Klein anonym den Schlüsselroman Primary Colors: A Novel of Politics. Er basiert auf den Primaries (Vorwahlen) der Demokraten 1992. Das Buch war neun Wochen lang die Nummer 1 auf der Bestsellerliste der New York Times. Einige Personen, darunter der vorherige Redenschreiber Clintons, David Kusnet, und später der am Vassar College lehrende Professor Donald Foster, konnten Klein als Autor des Werkes identifizieren. Dabei nutzten sie literarische Analysen und verglichen das Buch mit vorherigen Werken Kleins.
Klein log jedoch, er sei nicht der Autor des Buches, und verdammte Forster öffentlich.
Er bestritt in der Newsweek weiterhin, dass er der Autor sei, und spekulierte sogar, dass ein anderer Autor das Buch geschrieben habe.
Der Journalist David von Drehle fragte Klein in einem Interview, ob er sich seine journalistische Glaubwürdigkeit mit seiner Verleugnung verbürgen wolle, worauf Klein zustimmte.
Am 17. Juli 1996 räumte Klein schließlich ein, dass die Spekulation, er sei der Autor des Buches, richtig gewesen war.

## Spätere Karriere
Im Dezember 1996 begann er beim New Yorker seine Kolumne Letter from Washington zu schreiben. Im Jahr 2002 veröffentlichte er The Running Mate. Ein weiteres Buch, The Natural: Bill Clinton's Misunderstood Presidency, veröffentlichte er 2002.
Im Januar 2003 begann er seine Arbeit für das Nachrichtenmagazin Time. Seitdem schreibt er die Kolumne In the Area, in der er sowohl nationale als auch internationale Themen aufgreift. Dabei wurde kritisiert, dass Klein bei Berichten über die Minderheitsführererin Nancy Pelosi und die demokratische Opposition auf Abhörungen zurückgriff. Die Kolumne wurde von Time bereits einige Male nachträglich zurückgenommen.
Auf dem Swampland Blog von time.com ist Klein regelmäßig als Blogger aktiv.
Im November 2007 schrieb der Journalist Glenn Greenwald vom Internetmagazin Salon über einige sachliche Fehler, die er in Kleins Artikel über den Foreign Intelligence Surveillance Act (FISA) entdeckt hatte. Darin berichtete Klein, dass die demokratische Version des Gesetzentwurfs bei der Überwachung von jedem ausländischen Terroristenziel erfordere, dass diese vom FISA-Gericht überprüft wird und dass sie daher den Terroristen denselben Rechtsschutz geben würde wie den Amerikanern.
In Bezug auf diese Meldung veröffentlichte Time später einen Kommentar. Darin heißt es, dass Klein in der Originalversion des Beitrags lediglich geschrieben habe, dass die demokratische Version des Foreign Intelligence Surveillance Act eine Überprüfung von individuellen ausländischen Überwachungszielen erlaube. Republikaner würden angeblich glauben, dass der Gesetzesentwurf so interpretiert werden könne, Demokraten jedoch nicht.
Greenwald merkte an, dass der Text der Gesetzgebung keine individuellen Ziele fordere und dass die Antwort der Time dieses Faktum missachte.
Klein antwortete, er habe weder Zeit noch einen rechtlichen Hintergrund, um zu beurteilen, wer Recht habe.
Später berichtete Greenwald, dass Time die Gesuche zweier Kongressabgeordneten abgelehnt habe, um Kleins falsche Statements selbst als richtig darzustellen. Greenwald berichtete auch, dass Senator Russ Feingold von Time informiert wurde, dass sein Brief, der Kleins Thesen widerlegte, in einer weiteren Ausgabe veröffentlicht werde.

## Politische Ansichten
In The Natural, seinem Buch über Clintons Präsidentschaft, schätzte Klein Clintons Amtszeit unterschiedlich ein. In seinem Buch schreibt er, dass die Konventionen des Journalismus ihn vor zu sauberer Anpassung in eine politische Nische bewahren würden (obwohl seine Vorlieben als Kolumnist des New Yorker und der Newsweek offensichtlich seien).
Kleins Beschreibung von Clintons Präsidentschaft war auch eine detaillierte Untersuchung der moderaten demokratischen Positionen, die vom Democratian Leadership Council versprochen wurden.
Klein ist ein Bewunderer von George W. Bush, obwohl er nach eigenen Angaben nicht immer seine Meinung teilt(e). In einem Interview mit Hugh Hewitt sagte er über Bush:

“Let me say that of all the major politicians I've covered in presidential politics in the last two or three times around, he is the most likely to stick with an issue, even if the polls are bad, and to govern from the gut as you said. I don't always agree with the decisions that he makes, but I think he is an honorable man, and when I've criticized him, I've tried to criticize him on the substance, and certainly not on his personality, because I really like the guy.”

„Lasst mich sagen, dass er von allen hohen Politikern, über die ich in den letzten Jahren berichtet habe, der einzige ist, der an seinen Problemen dranbleibt, auch wenn die Umfragen schlecht sind [...] Ich stimme ihm nicht immer zu, aber ich finde, dass er ein ehrenwerter Mann ist, und wenn ich ihn kritisiert habe, habe ich versucht, seine Meinung, aber sicherlich nicht seine Persönlichkeit zu kritisieren, weil ich den Typ echt mag.“

Max Boot, ein Wissenschaftler, der sich mit amerikanischer Auslandspolitik beschäftigt, und der Direktor der Anti-Defamation League, Abraham Foxman, waren unter den Kritikern von Kleins Ansicht. Klein wird ebenfalls oft vom Medienkritiker Bob Somerby kritisiert.
Klein wurde von einigen konservativen Medien für seine Bemerkung kritisiert, dass der Fox-News-Moderator Glenn Beck, der republikanische Senator Tom Coburn und die ehemalige alaskische Gouverneurin Sarah Palin Volksverhetzung betreiben würden.

## Privatleben
Klein lebt mit seiner Ehefrau, seiner Tochter Sophie und seinem Sohn Teddy im Westchester County im Bundesstaat New York. Er hat außerdem zwei erwachsene Söhne.
Im März 2008 erregte er Aufmerksamkeit, als er eine Bemerkung über die Berichterstattung der Journalisten Tim Russert (NBC), Chris Matthews und Maureen Dowd (The New York Times) über Hillary Clinton machte, die von vielen Amerikanern als anti-katholisch gesehen wurde. Dafür entschuldigte er sich später, wenngleich u. a. der Medienkritiker Bob Somerby Kleins Bemerkung als zutreffend bezeichnete.

## Bibliographie
- 1980: Woody Guthrie: A Life. A.A. Knopf, New York.
  - Woody Guthrie: die Biographie. Deutsche Übersetzung von Martin Bauer und Christa Hohendahl. Ullstein, München 2001, ISBN 3-548-60084-0.
- 1984: Payback: Five Marines After Vietnam. A.A. Knopf, New York.
- 2000: The Running Mate. Dial Press, New York.
- 2002: Natural: the misunderstood presidency of Bill Clinton. Doubleday, New York.
  - Das Naturtalent. Die verkannte Präsidentschaft Bill Clintons. Deutsche Übersetzung von Hainer Kober. Siedler, München 2003, ISBN 3-88680-786-X.
- 2006: Politics lost: how American democracy was trivialized by people who think you’re stupid. Doubleday, New York.
  - Vom Ende der Politik: Wie Meinungsforscher und Wahlkampfstrategen die Demokratie ruinieren. Deutsche Übersetzung von Hartmut Schickert. Propyläen, München 2008, ISBN 3-549-07340-2.
- 2006: Primary colors: a novel of politics. Randomhouse Trade Paperbacks, New York.
  - Mit aller Macht. Deutsche Übersetzung von Uda Strätling, Brigitte Jakobeit und Christiane Buchner. Ullstein, München 2008, ISBN 3-548-26805-6.